# Arthur Michaelis

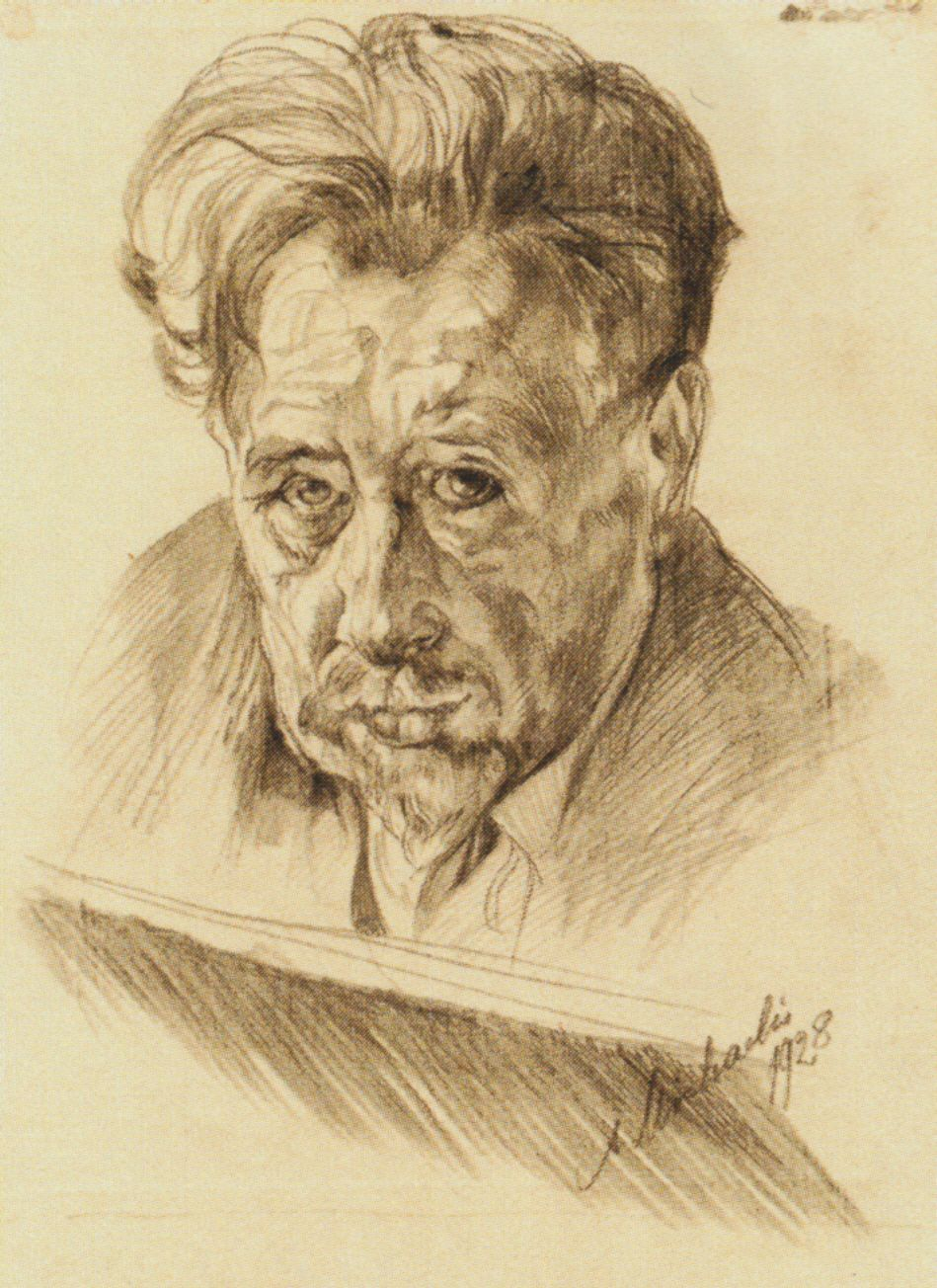
Arthur Michaelis:
Selbstbildnis, 1928

Arthur Michaelis (* 27. Juli 1864 in Leipzig; † 21. Mai 1946 ebenda) war ein deutscher Maler und Grafiker.

## Leben
Mit 16 Jahren begann Arthur Michaelis eine Ausbildung an der Königlichen Kunstakademie und Kunstgewerbeschule in Leipzig, wobei er vor allem in der Werkstatt für Lithografie arbeitete. Von 1883 bis 1887 studierte er bei Ludwig Nieper, dem Direktor der Einrichtung, und besuchte ein weiteres Jahr Kurse der Abendakademie. Daraufhin folgten Aufenthalte in München und Wien sowie mehrere Reisen nach Italien. Ab 1897 wird er in den Leipziger Adressbüchern geführt.
Den Broterwerb bis etwa 1914 sicherten Illustrationsaufträge Leipziger Verlage. So erschienen Postkarten ohne größeren Anspruch in der Lithographischen Anstalt Bruno Bürger und [Carl] Ottillie. Der Kunst-Verlag Max Both brachte 1912 Serien von Künstlerpostkarten  „Wandergrüße“ und „Frohe Grüße“ mit Federzeichnungen heraus.
1914 bezog Michaelis ein Atelier im Leipziger Künstlerhaus und wohnte auch einige Zeit hier. Das Neue Umfeld bereicherte ihn dabei enorm. Die eigenschöpferische Arbeit Michaelis’ umfasste in den Anfängen vor allem Lithografien. In der Thematik kamen soziale, philosophische und religiöse Probleme vor, und sie war nicht frei von einer mitunter schwer verständlichen Symbolik. Michaelis unterschied sich stark von seinen zeitgenössischen Kollegen. In dieser Zeit gelang Michaelis nun auch der künstlerische Durchbruch. Er war nun nicht mehr auf illustratorische Arbeiten angewiesen und widmete sich voll und ganz der Kunst. Sein Stil wandelte sich immer mehr zu einer eigenen, markanten Mischung aus Symbolismus und Expressionismus.

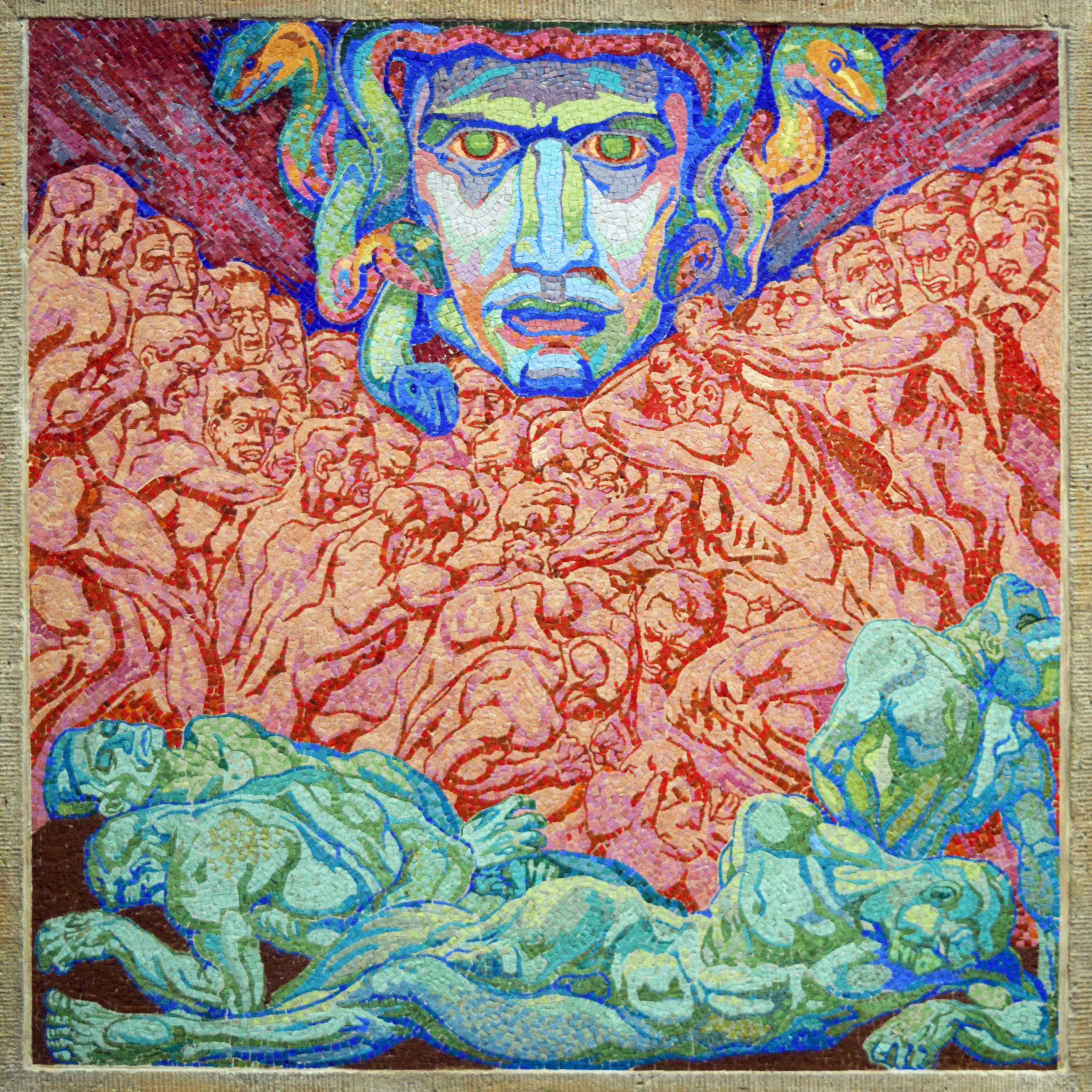
Medusa
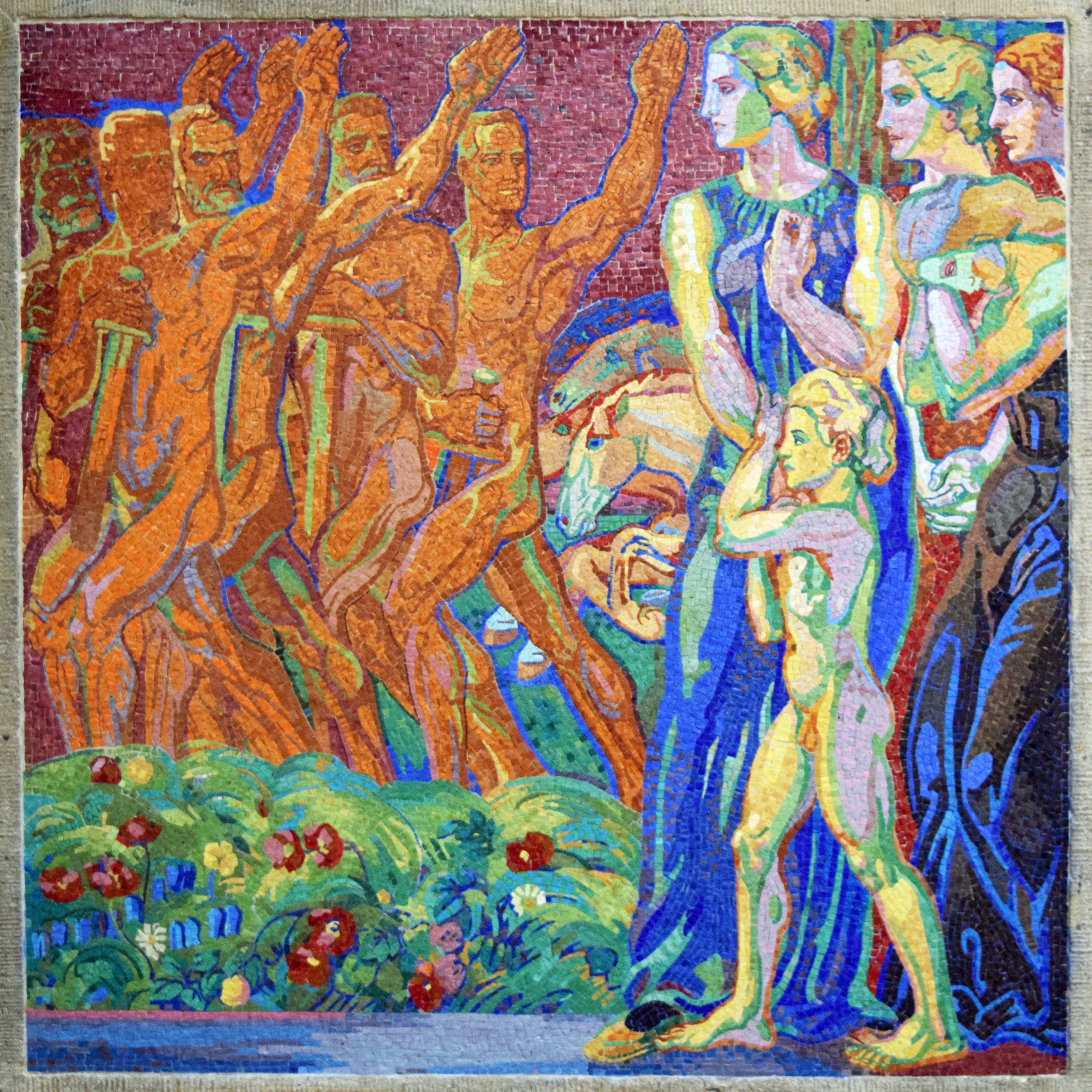
Der Abschied
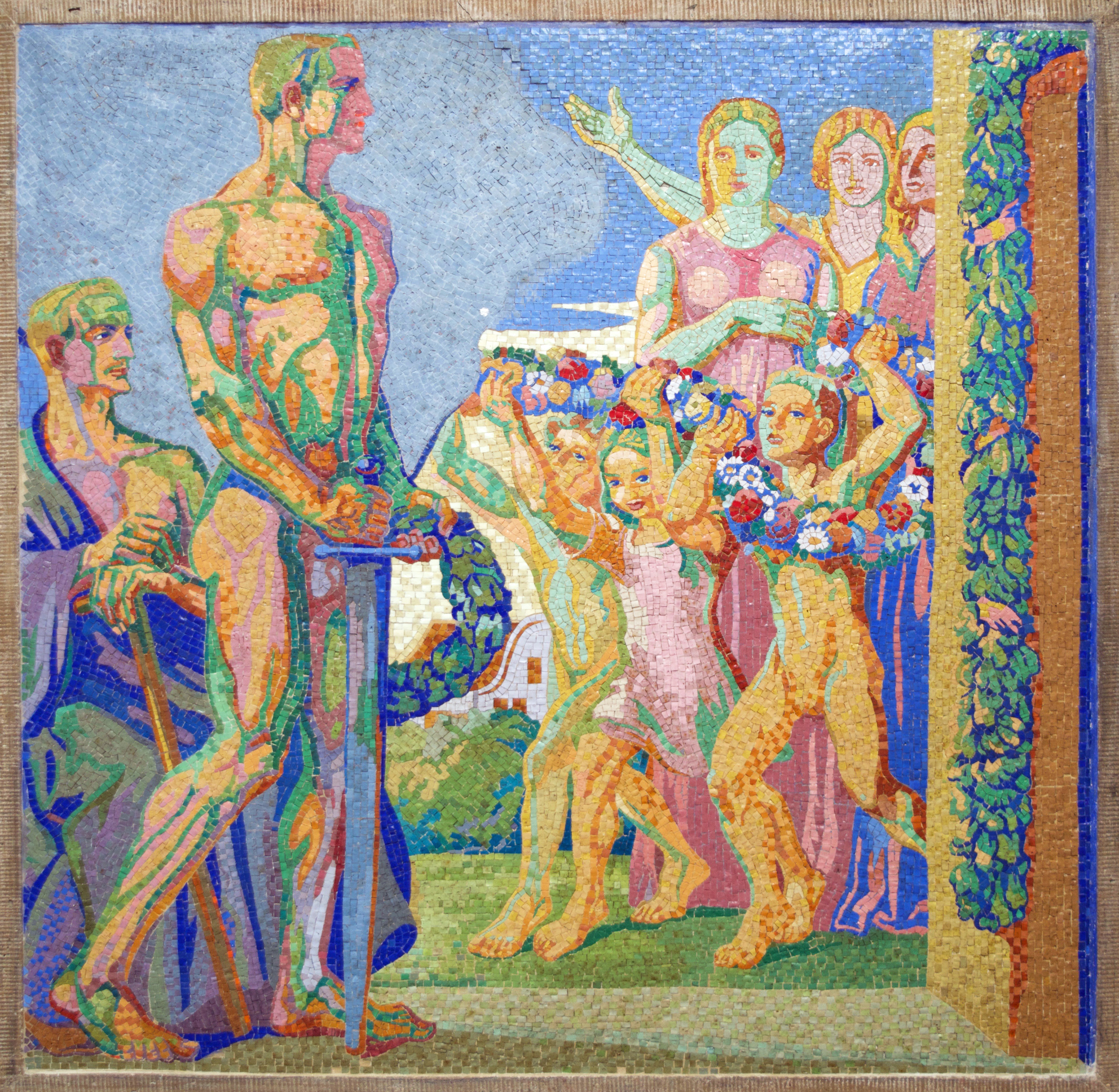
Die Heimkehr
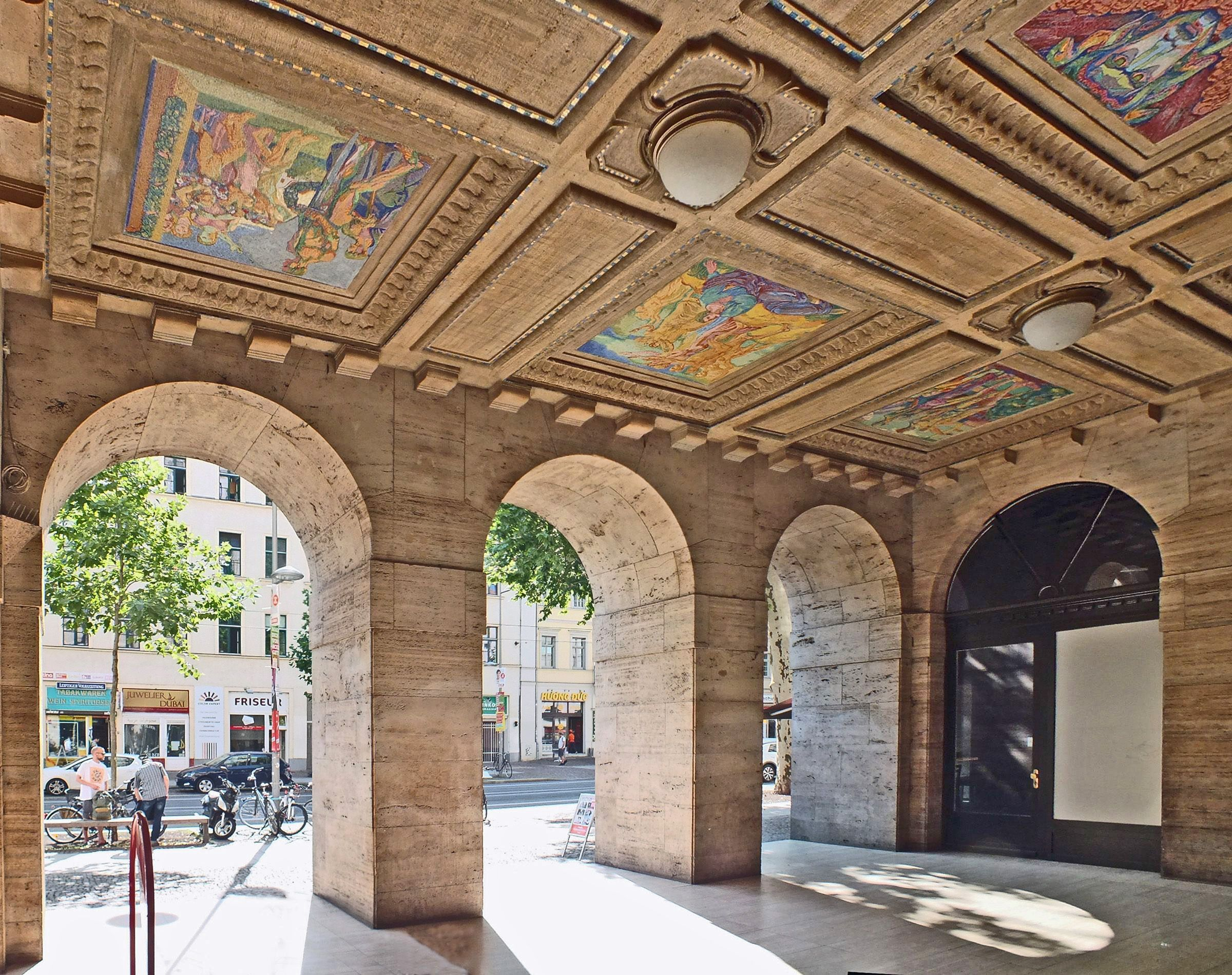
Das Foyer mit den Mosaiken

1916/17 erhielt Michaelis zudem den prestigeträchtigen Auftrag für die Gestaltung des Foyers des Wünschmann-Hauses. Die sechs großformatigen Glas-Mosaiken in kräftigen Farben thematisieren und verarbeiten vorrangig die Leiden des Ersten Weltkrieges. Technisch und künstlerisch gesehen sind die sechs Werke von höchster Qualität und einzigartig für diese Zeit in Leipzig. Sie weisen stilistisch deutlich in die Moderne. Die Decken-Mosaiken stellen den Auftakt für Michaelis’ Hauptschaffenszeit dar.
In den Folgejahren entstanden immer wieder stark farbige, teils großformatige, Ölgemälde mit christlich symbolistischen Motiven, aber auch Aquarelle, Lithographien, Bleistiftzeichnungen, Tuschzeichnungen und Gouachen. Dass die Thematik Michaelis’ schon damals kontrovers diskutiert wurde, zeigt das Zitat des Kunstkritikers Egbert Delpy (1876–1951). Dieser beschrieb Michaelis als „Grübler und Phantast, ein Beschwörer von krausen Visionen, ein Verächter hergebrachter Regeln und Formen, ein von Träumen verfolgter, von Gedanken beschwerter Sonderling, vor dessen chaotischen Erfindungen mancher Fuß stockte, manches Auge scheute, mancher Kopf ratlos ward“.

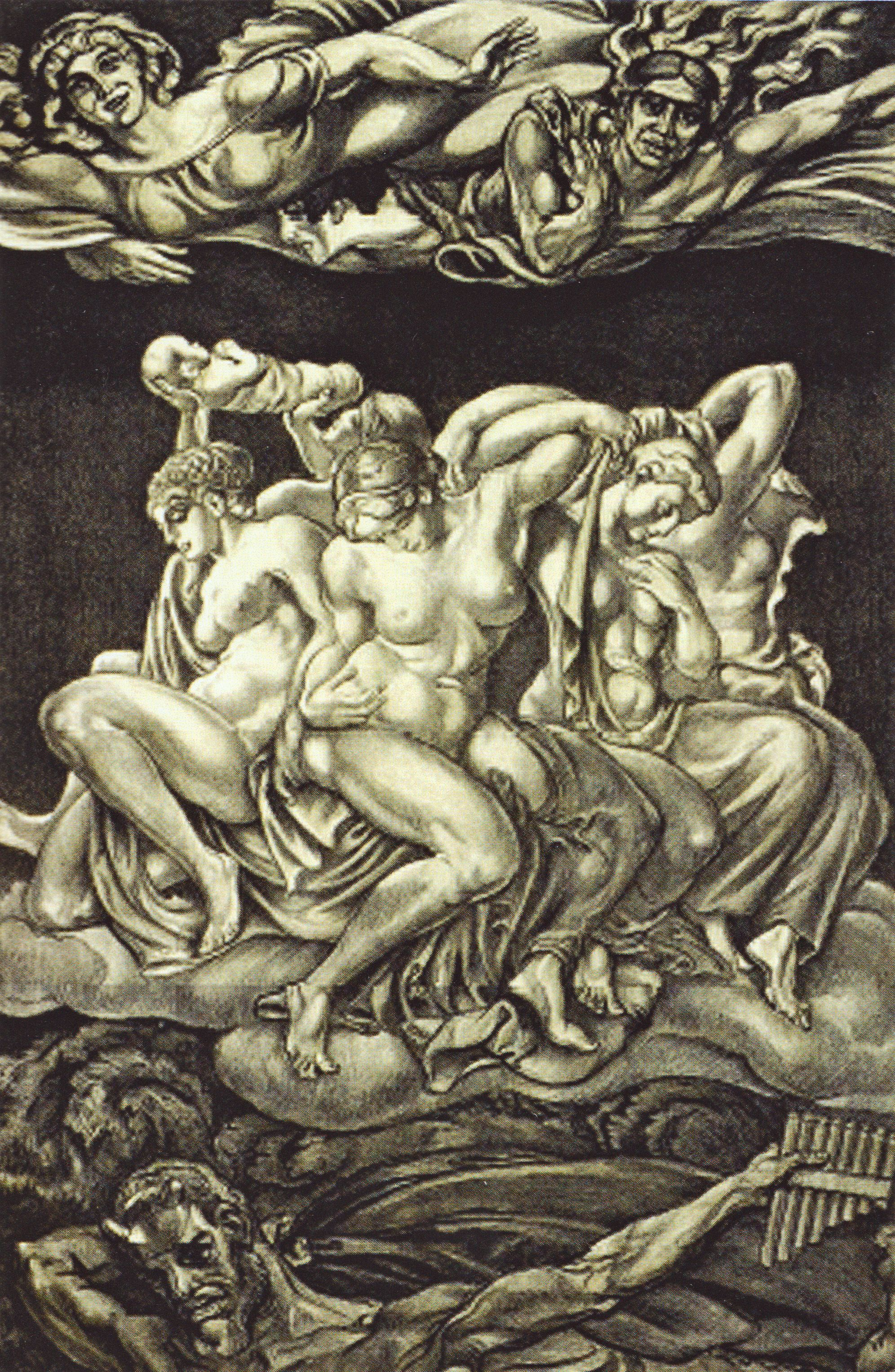
Mütter (Kreidelithographie) aus Das gebärende Nichts, 1924.

Später wandelte sich der Charakter seiner Bilder durch ekstatischere Formen und expressionistische Elemente sowie schwer zu deutenden allegorischen Gehalt. Das trifft insbesondere auf die Grafikmappe „Das gebärende Nichts“ von 1924 zu. Die Mappe enthält 18 Lithographien unterschiedlicher Technik und zwei expressionistische Texte. Die Blätter sind großformatig und besitzen die Maße von 66,5 × 49 cm. Die Lithographien sind technisch aufwendig und von exzellenter Qualität. Michaelis verwendete so unter anderem Kreide- oder Federlithos mit und ohne Tonplatte sowie farbige Lithographien mit einer Vielzahl an Druckplatten. 1925 erschien eine zweite Auflage ohne die Texte.
1943 fiel das Künstlerhaus Bomben zum Opfer und damit auch sein Atelier und ein Großteil seiner Bilder. Als Arthur Michaelis 1946 im Alter von 86 Jahren starb, wurde seine Asche auf dem Neuen Johannisfriedhof in einem Reihengrab beigesetzt, wo sie nach Aufhebung des Friedhofs 1971 und Umwandlung in den Friedenspark noch immer ruht.

## Malstil und Rezeption
Schon zu Lebzeiten waren die Meinungen über Michaelis Œuvre sehr geteilt. Manche Kunstkritiker empfanden die Werke zu grell, zu unverständlich und schwer zugänglich, andere hingegen schätzen genau diese Eigenschaften. So kritisierte der Leipziger Maler und Kunstkritiker Max Schwimmer, dass die Farben seiner Bilder immer nur Buntheit seien. Dennoch gestand er auch ein, dass Michaelis’ Bilder eine gewisse Anziehungskraft besäßen. 1932 schrieb er „In der Reihe der Alten interessiert in seiner Weise der kuriose Michaelis mit seinen gezeichneten Absonderlichkeiten.“

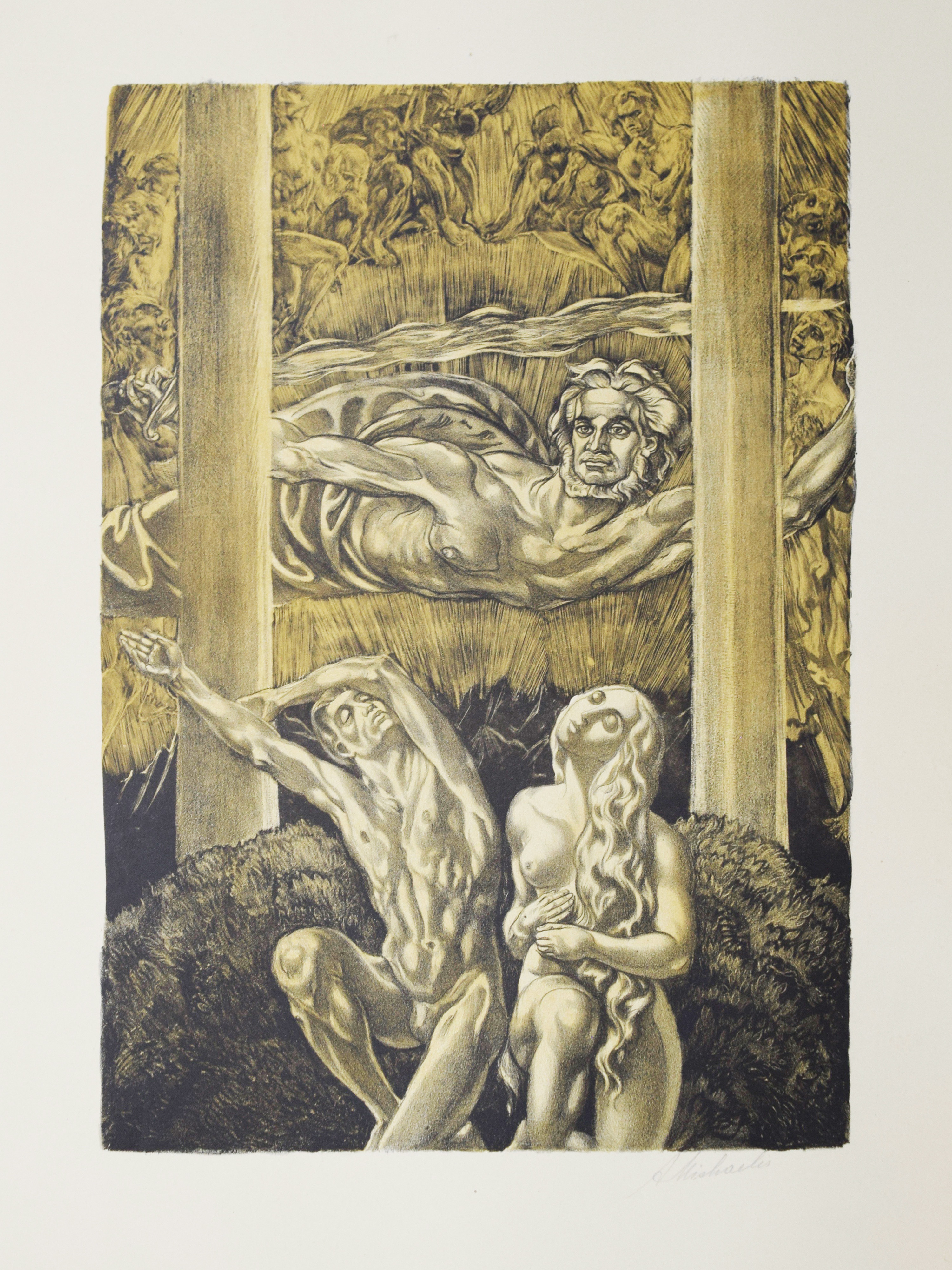
Der Glaube aus Das gebärende Nichts, 1924.

Otto Scheffers schrieb 1903
„Unter den Künstlern dieser Stadt nimmt meiner Überzeugung Arthur Michaelis eine hervorragende Stelle ein. […] So unterscheiden sich seine Werke doch nach Inhalt, Auffassung und Technik wesentlich von denen seiner Leipziger Kollegen.“
Es gestaltet sich recht schwer, Michaelis einer bestimmten Stilrichtung zuzuordnen. Auch Egbert Delpy kam 1944 zu dem Schluss, dass Michaelis „jenseits aller wechselnden Stilmoden seiner Zeit in stiller Besessenheit“ Werke schuf, nicht um zu gefallen, sondern um sich auszudrücken. Michaelis’ große Vorbilder, welche er immer wieder in Werken zitierte, waren in besonderer Weise die Klassizisten Bonaventura Genelli, Asmus Carstens und Peter von Cornelius. Er übersetzte so barocke Elemente und in besonderer Weise den Nazarenerstil in die Moderne. Anfangs recht zögerlich doch dann ab 1914 deutlich symbolistisch und expressiv. So sind seine Werke nicht ohne stilistische Einflüsse des Expressionismus geblieben, welchen besonders ab 1925 deutlich wird. Dennoch entwickelte Michaelis einen starken, markanten, eigenen Stil. Die oft bewusste Vermeidung räumlicher Tiefe, die starke Farbigkeit sowie den Menschen als thematischen Mittelpunkt darzustellen, charakterisieren Michaelis’ Stil. Auch die immer wiederkehrende gleiche und einprägsame Männergesichter sind typisch für sein Werk. Vermutlich handelt es sich dabei um ein immer wiederkehrendes Selbstporträt. Ein durch und durch polarisierender Malstil.
Und Otto Scheffers weiter:
„Man darf sie (die Werke) nicht oberflächlich betrachten, man muss ihnen mit einer inneren Sammlung halbwegs entgegenkommen, wenn man ihre Schönheit entdecken will, dann aber wird man sie auch entdecken und immer neue hinzufinden“

## Ausstellungen (Auswahl)

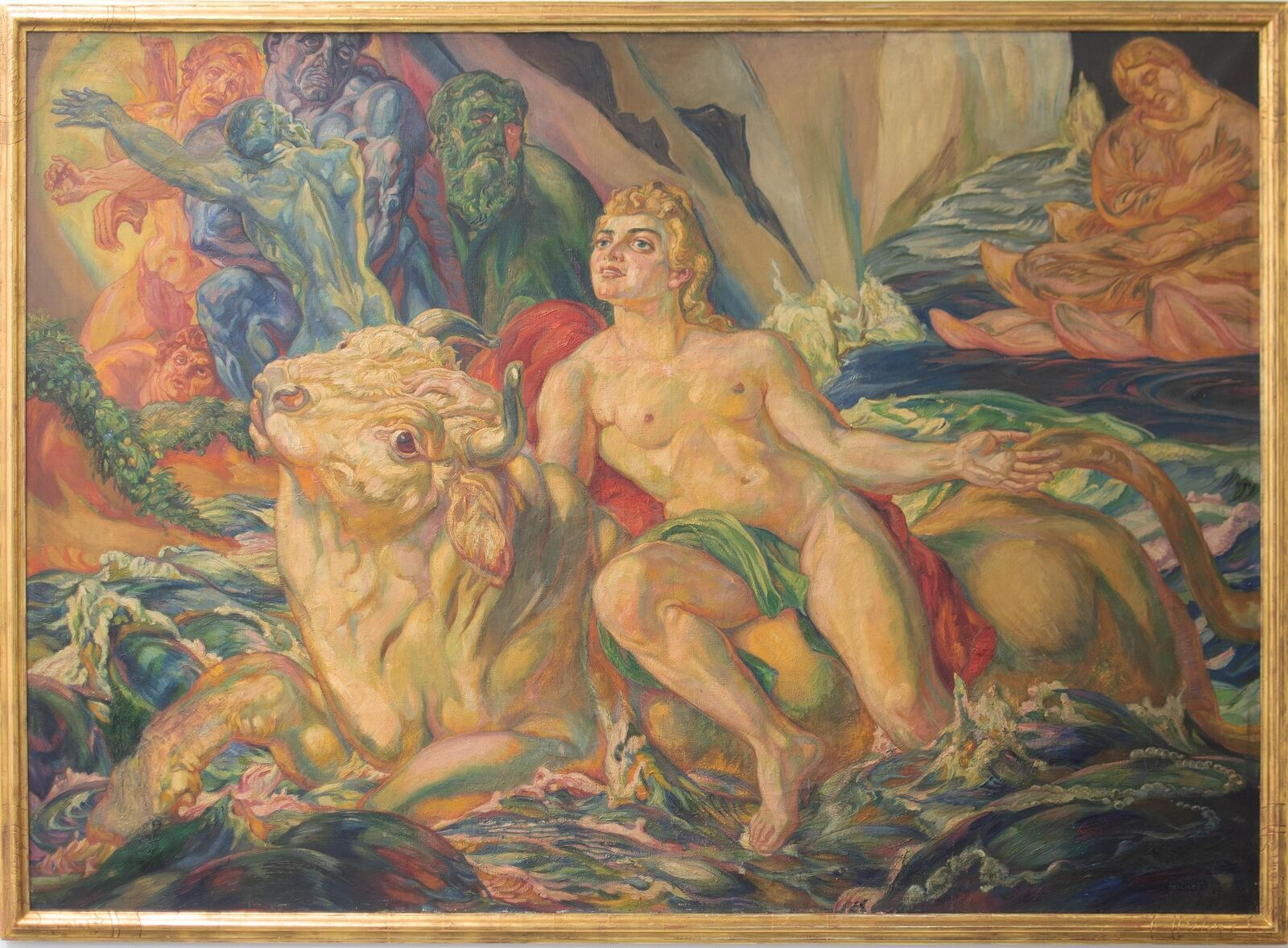
Arthur Michaelis, „Europa auf dem Stier“ 1922. Öl auf Leinwand.

- 1917 Ausstellung des Leipziger Künstlervereins
- 1920 Ausstellung des Leipziger Künstlervereins
- 1927 Juryfreie Kunstausstellung Leipzig (Grassi Museum für Angewandte Kunst)[9][10]
- 1929 Ausstellung heimatlicher Landschaften in Arbeiten Leipziger Künstler der Gegenwart (Naturkundemuseum Leipzig)
- 1930 Jahresschau Leipziger Künstlerverein
- 1932 Große Leipziger Kunstausstellung
- 2016 Vergessene Avantgarde. Das Künstlerhaus am Nikischplatz (Museum der bildenden Künste Leipzig)

## Werke und Museen (Auswahl)

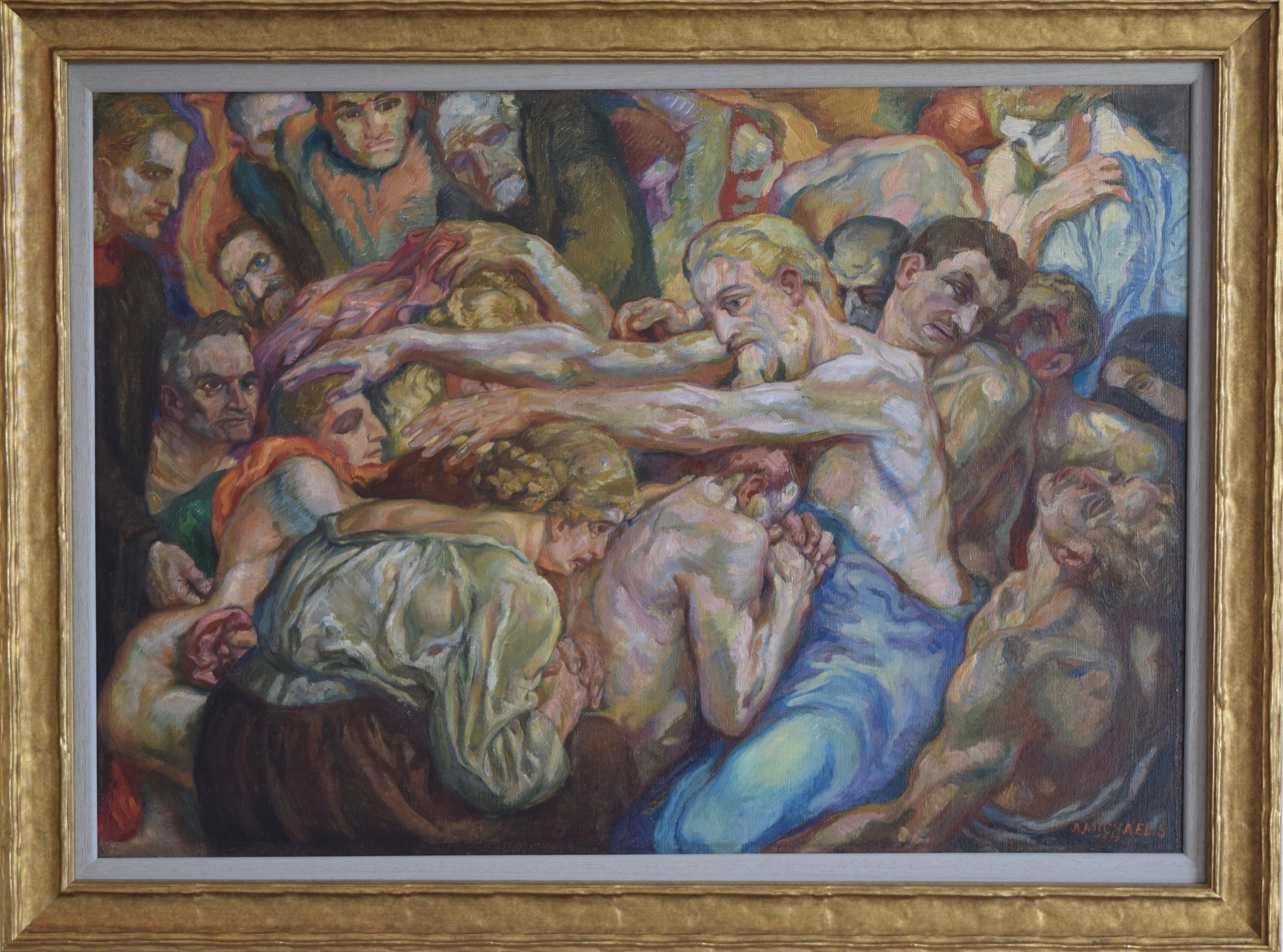
Arthur Michaelis, „Kommet her zu mir alle“ 1917. Öl auf Leinwand.

32 Werke von Michaelis befinden sich im Museum der bildenden Künste in Leipzig, darunter auch großformatige Ölbilder. Die Werke stammen vorrangig aus der Schaffensphase zwischen 1915 und 1925. Zudem befinden sich Zahlreiche Aquarelle, Zeichnungen und Drucke heute im Stadtgeschichtlichen Museum Leipzig. Der Bestand des Museums wurde maßgeblich durch die Schenkung der Sammlung Falk A. Hüchelheim erweitert. Eine Ausgabe der Grafikmappe „Das gebärende Nichts“ ist in der Deutschen Nationalbibliothek Leipzig zu finden. Ein Großteil der Ölgemälde befindet sich in privater Hand.
- 1912: Postkartenserien Wandergrüße und Frohe Grüße
- 1912: Apokalyptische Reiter, Radierung
- 1914: Drei Frauen und ein Mann beim Bad im Waldstück, Öl auf Leinwand
- 1917: Künstler und Muse, Öl auf Leinwand
- 1917: Bogenschütze auf Pferd, Öl auf Leinwand
- 1918: Sechs Mosaikfelder im Eingang zum Wünschmann-Haus
- 1918: Klage, Lithographie
- 1918: Symbolische Szene, Gouache
- 1920: Der Einsiedler, Radierung
- 1925: Grafikmappe Das gebärende Nichts
- 1922: Europa und der Stier, Öl auf Leinwand
- 1924: An der Ez-Chaim-Synagoge bei Apels Garten, Aquarell
- 1927: Maria mit Kind umgeben von den vier Evangelisten-Symbolen,
- 1928: Flussgott, Aquarell
- 1932: Das Echo, Öl auf Leinwand

## Bildbeispiele

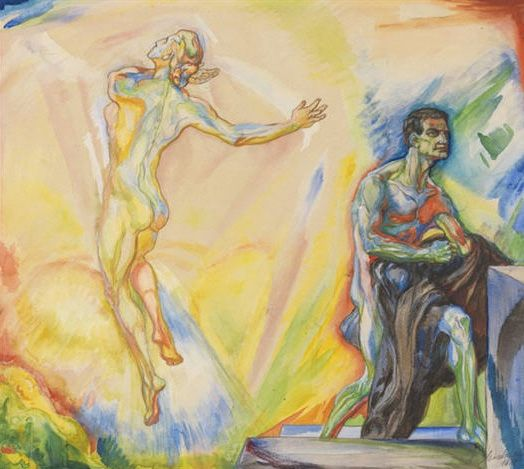
Symbolische Szene (Gouache)
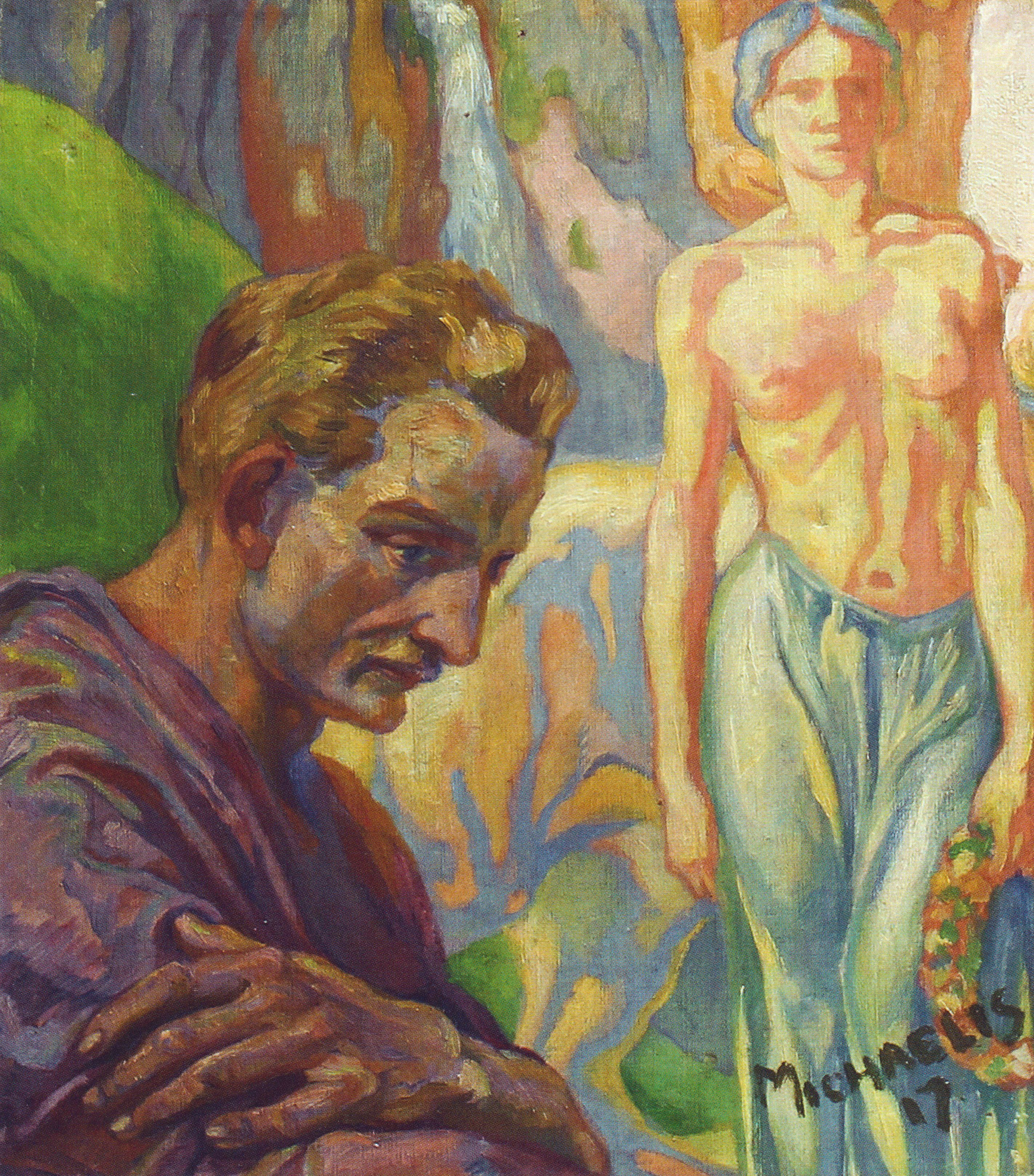
Künstler und Muse (Öl auf Leinwand)
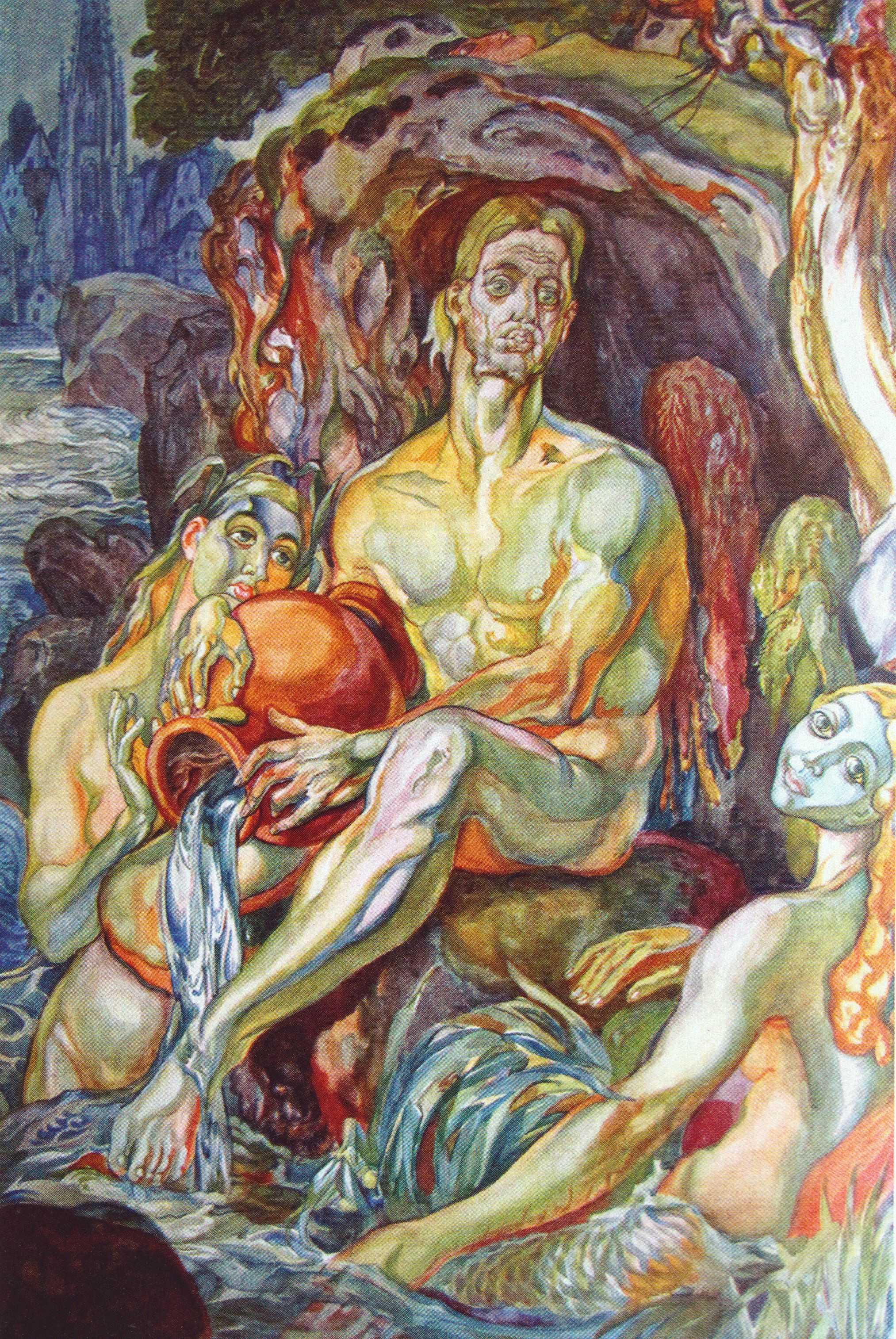
Flussgott (Aquarell)
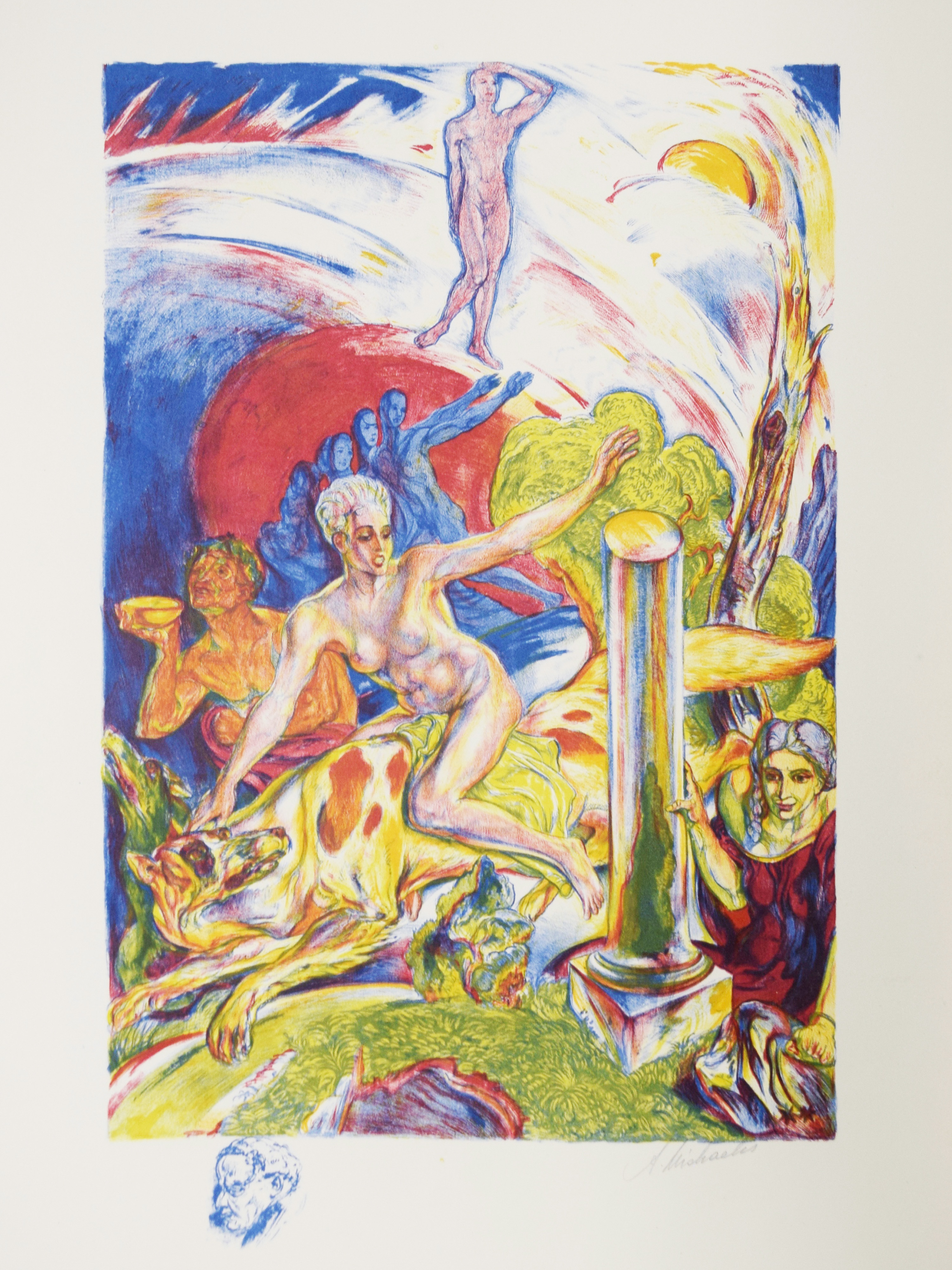
„Die Zeit“ aus „Das gebärende Nichts“
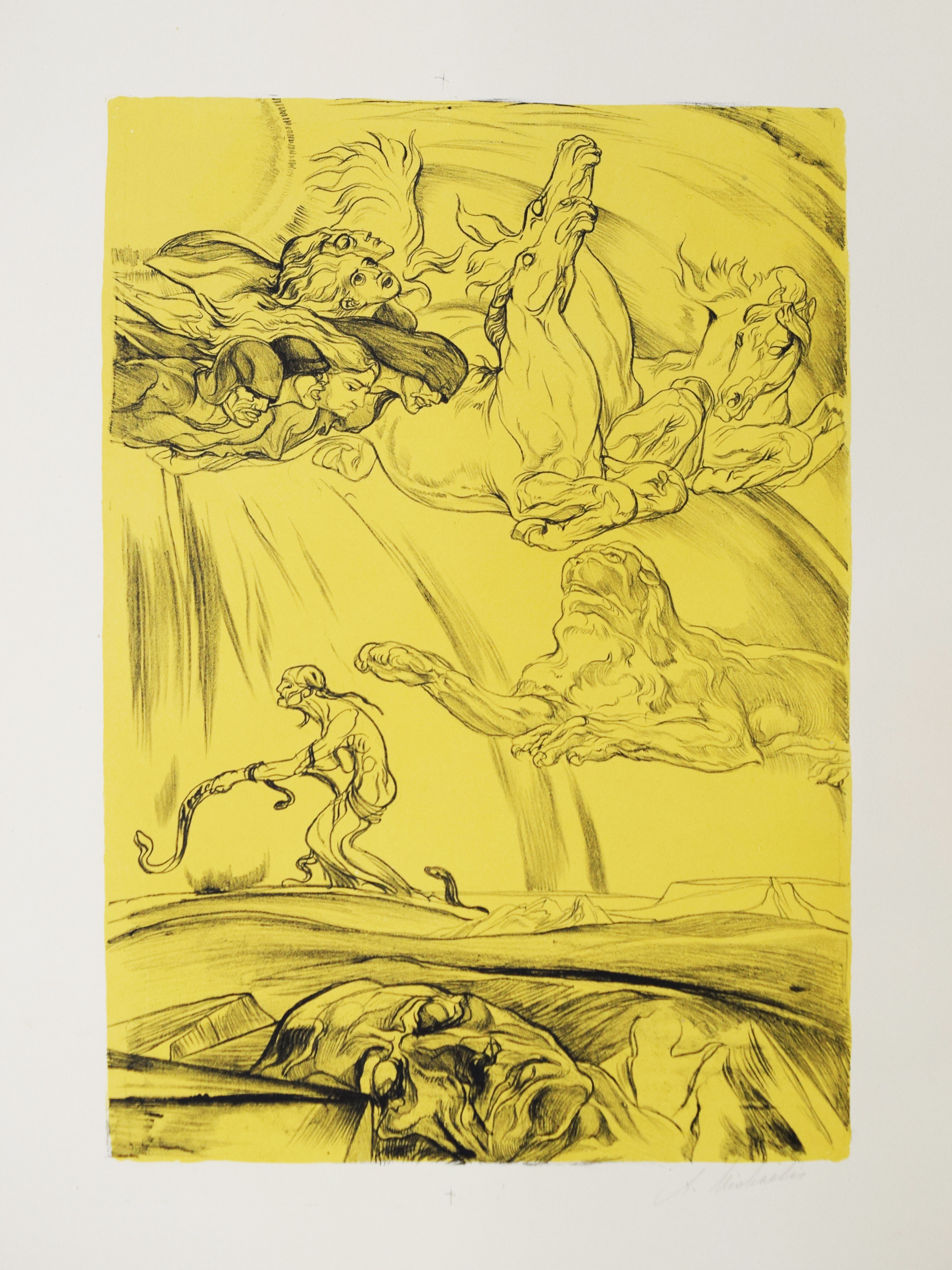
"Die Ideen" aus " Das gebärende Nichts
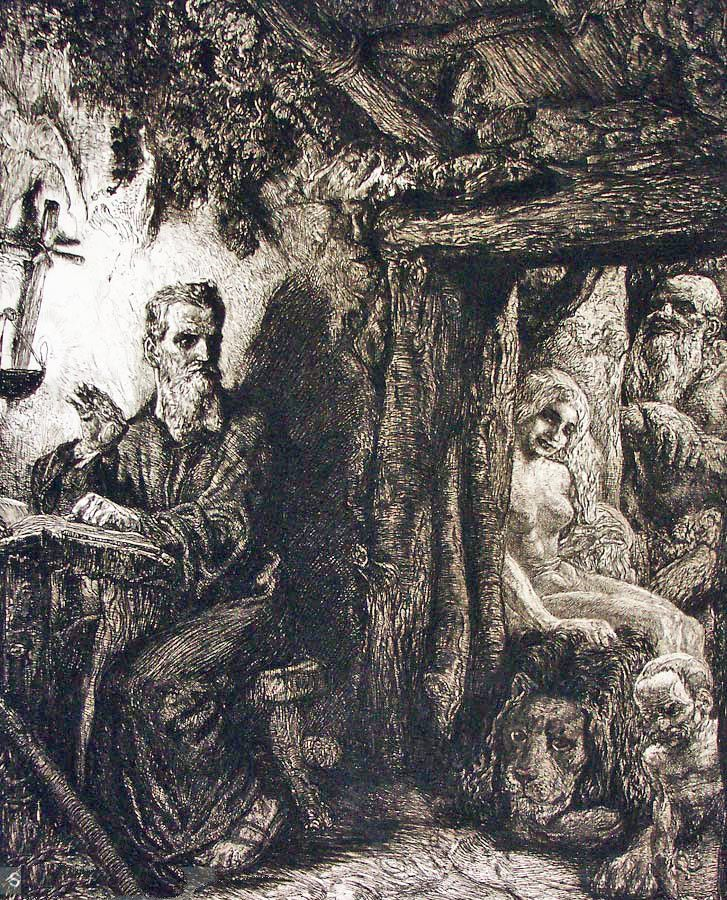
Der Einsiedler (Radierung)
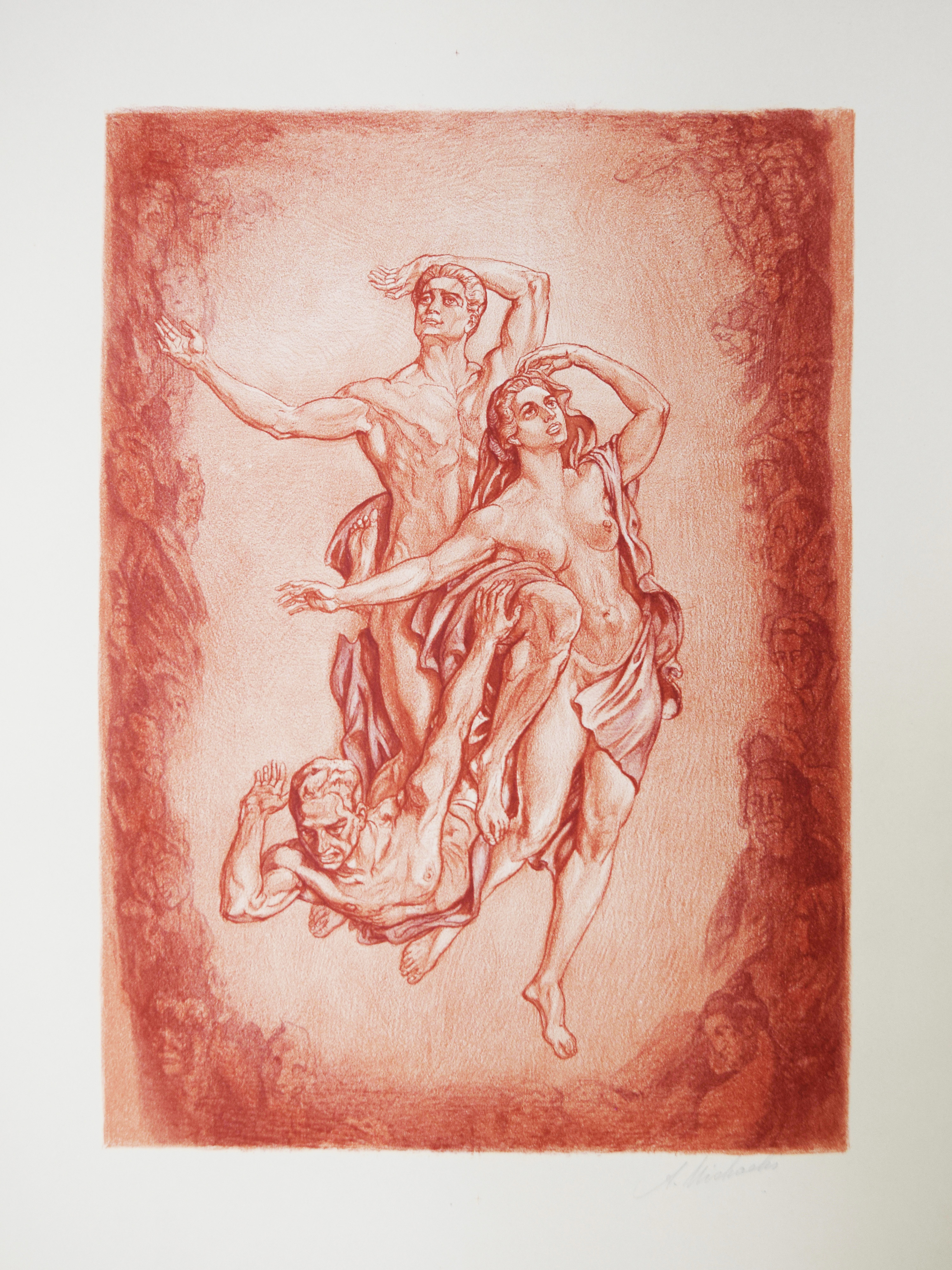
„Wille erkenne!“ aus „Das gebärende Nichts“.